# Peñíscola
Peñíscola (hiszp. wym. [peˈɲiskola]), Peníscola (kat. wym. [peˈniskola]) – gmina w Hiszpanii, we wspólnocie autonomicznej Walencja, w prowincji Castellón/Castelló, w comarce Baix Maestrat.

## Podstawowe dane
Powierzchnia gminy wynosi 78,97 km². W 2018 roku liczba ludności wynosiła 7447, a gęstość zaludnienia 94,30 osoby/km². Wysokość bezwzględna gminy równa jest 46 metrom. Kod pocztowy do gminy to 12598.
| 1991 | 1996 | 2001 | 2004 |
| ---- | ---- | ---- | ---- |
| 3497 | 3821 | 4822 | 5809 |

## Zabytki i osobliwości

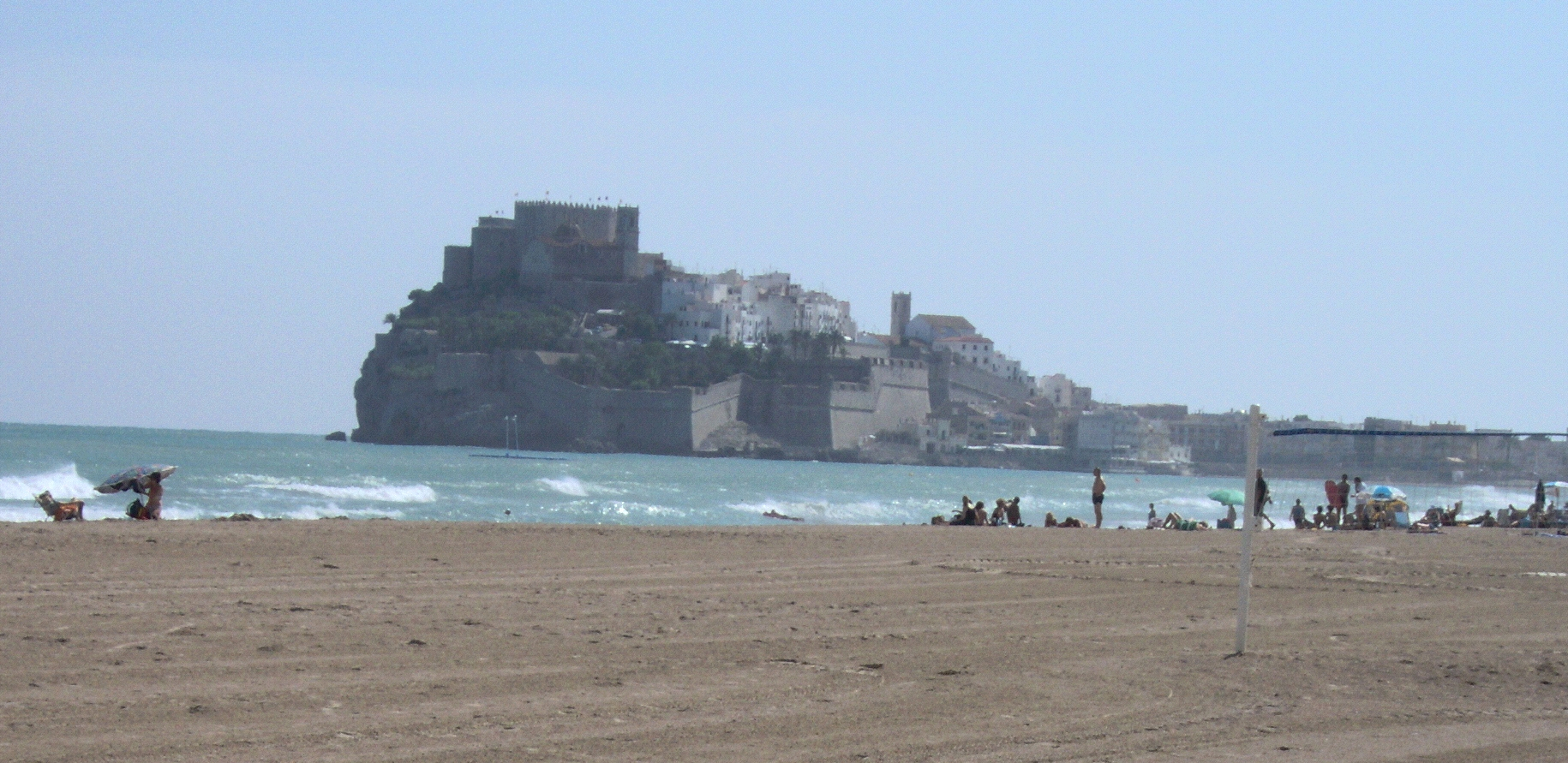
Plaża w gminie Peníscola

Miasto od 1972 stanowi Kompleks Historyczno-Artystyczny. Składają się nań:
- zamek templariuszy z lat 1294-1307 (na fundamentach twierdzy arabskiej) – po Alhambrze w Grenadzie jest drugim pod względem liczby odwiedzających zamkiem w Hiszpanii,
- mury obronne z lat 1576-1578 wzniesione na polecenie Filipa II,
- kościół Dziewicy Pomocy (Templo Parroquial de la Virgen del Soccoro), gotycki z XV wieku,
- kościół Matki Boskiej Ermitana,
- Park Artyleryjski – kazamaty, prochownie i ogrody,
- Bufador – wyłom w skałach z charakterystycznym mikroklimatem[4].